# Jean Barbeyrac

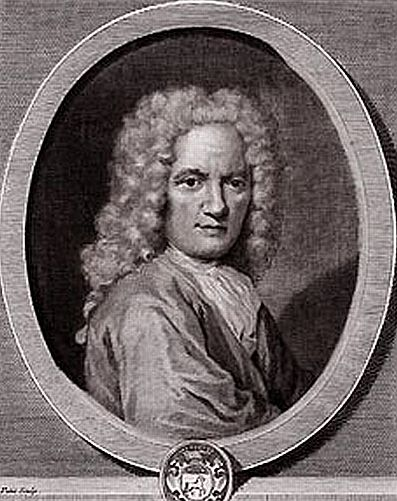
Jean Barbeyrac

Jean Barbeyrac (* 15. März 1674 in Béziers, Frankreich; † 3. März 1744 in Groningen, Niederlande) war ein französisch-schweizerischer Jurist, Rechtshistoriker und bedeutender Vertreter des Naturrechts und der Westschweizer Naturrechtsschule (École romande du droit naturel). Er wurde bekannt durch die Übersetzungen der naturrechtlichen Schriften Samuel von Pufendorfs.

## Leben

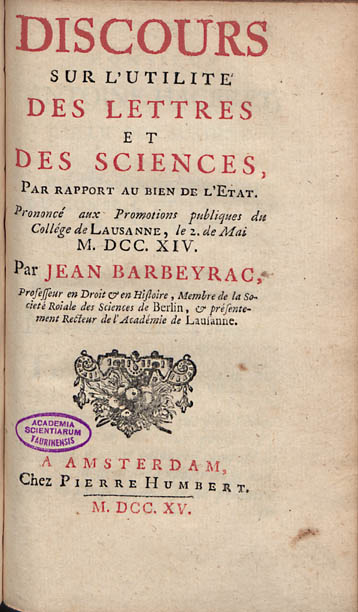
Discours sur l'utilité des lettres et des sciences, par rapport au bien de l'Etat, 1715

Jean Barbeyrac wurde am 15. März 1674 in Béziers im unteren Languedoc als Sohn des Pfarrers Antoine Barbeyrac geboren und war Neffe von Charles Barbeyrac, einem berühmten Arzt aus Montpellier. Er entstammte einer calvinistischen Hugenottenfamilie und floh daher nach der Revokation des Ediktes von Nantes durch Ludwig XIV. im Jahre 1685 mit seiner Familie in das protestantische Lausanne in der Schweiz. Dort nahm er das Studium der Rechtswissenschaften auf, wo er die Vorlesungen des Philosophen und Mathematikers Jean-Pierre de Crousaz besuchte. Es folgten Studienaufenthalte 1693 in Genf an der Académie de Genève, mit Vorlesungen unter anderem bei Bénédict Pictet, und, nachdem die Familie die Schweiz verlassen musste und nach Berlin ging, ab 1694 an der Brandenburgischen Universität Frankfurt. 1697 erhielt er einen Lehrauftrag am Collége français in Berlin. Dort heiratete er 1702 Hélène Chauvin, die Tochter von Étienne Chauvin. Die Anfeindungen einiger Pfarrherren der Französischen Kirche in Berlin bewogen ihn zum Verzicht auf ein Pfarramt. Schließlich bekam er 1710 einen Ruf als Professor für Geschichte und Zivilrecht an der Académie de Lausanne und ließ sich später, nachdem er 1717 einem Ruf als Professor für Staatsrecht an die Reichsuniversität Groningen gefolgt war, in Groningen in den Niederlanden nieder, wo er am 3. März 1744 starb.
Zu seiner Bekanntheit kam Barbeyrac wohl vornehmlich wegen der Einleitung und der Anmerkungen zu seiner französischen Übersetzung der Abhandlung des deutschen Naturrechtsphilosophen Samuel von Pufendorf, «De Jure Naturae et Gentium» (1706). In grundlegenden Prinzipien folgte er mit seinen Auffassungen den Ansichten John Lockes und Pufendorfs. Allerdings erarbeitete er auch eigene Theorien zur moralischen Obligation, welche er auf das Gebot oder den Willen Gottes bezog. Seine Theorien wurden bezüglich der rechtlichen und moralischen Qualität des Handelns von Christian Thomasius und Immanuel Kant vervollkommnet. Prinzipien des Völkerrechts reduzierte er auf diejenigen des Naturrechts und widersprach damit vielen Positionen des niederländischen Philosophen Hugo Grotius. Er wies die Auffassung zurück, dass Souveränität in jeglicher Hinsicht dem Eigentum gleiche, und sah die Heirat als eine reine Angelegenheit des zivilen Vertrages an. 
Des Weiteren übersetzte Barbeyrac das Werk «De Jure Belli et Pacis» von Hugo Grotius, «De Legibus Naturae» des englischen Philosophen Richard Cumberland und Pufendorfs kleinere Abhandlung «De Officio Hominis et Civis». Eigene Werke waren eine Abhandlung «De la morale des peres», eine Darstellung historischer Verträge, welche im «Supplement au grand corps diplomatique» enthalten waren und der ausgefallenen Abhandlung «Traite du jeu» (1709), in welcher er die Moral des Glücksspiels verteidigte.
Seit 1713 war er auswärtiges Mitglied der Preußischen Akademie der Wissenschaften.

## Schriften
- Discours sur l'utilité des lettres et des sciences, par rapport au bien de l'Etat. Pierre Humbert, 1715 (französisch, beic.it).
- Recueil de discours sur diverses matieres importantes. Band 1. Pierre Humbert, Amsterdam 1731 (französisch, beic.it).

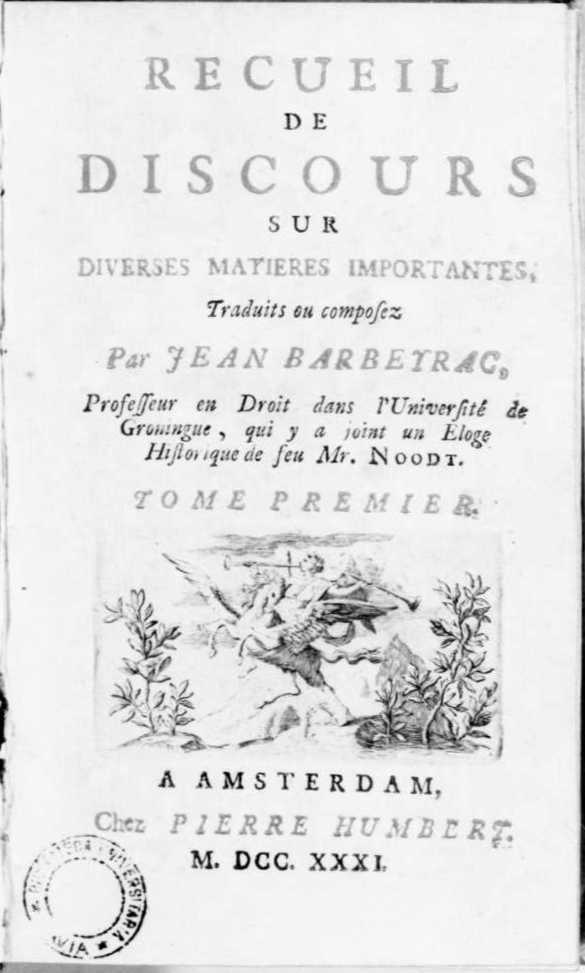
Recueil de discours sur diverses matieres importantes, 1731